# Антін Іван Яремович
Антін Іван Ярем́ович (* 1913) — адвокат, громадський діяч, екзекутивний директор Конґресу Українців Канади (КУК).

## Життєпис
Народився у Радісоні (Саскачеван). За другої світової війни у Канадській армії, брав участь у боях у Західній Європі (1943—1945). Згодом закінчив юридичний факультет Університету Манітоби.
Провадив адвокатську канцелярію. Секретар СУКВ і директор ЦУДБ у Лондоні.
Голова УКЮ в провінції Саскачеван (1938—1939) і БУКК Манітобської дієцезії (1979—1980). Екзекутивний секретар Репрезентативного комітету КУК (1940), організатор І (1940) і II (1946) конгресів КУК і президент КУК (1953—1956), член Комісії прав людини СКВУ, голова ЮКВА і провідний член Українсько-канадського легіону, редактор журналу «Опініон», член Асоціації ООН та Міжнародної амністії.